# リージョン (駆逐艦・2代)
|          |                                                               |
| 艦歴     |                                                               |
| 発注     | 1938年3月31日                                                 |
| 起工     | 1938年11月1日                                                 |
| 進水     | 1939年11月26日                                                |
| 就役     | 1940年12月19日                                                |
| 退役     |                                                               |
| その後   | 1942年3月26日に戦没                                           |
| 除籍     |                                                               |
| 性能諸元 |                                                               |
| 排水量   | 1,920トン                                                     |
| 全長     | 362.5 ft (110.5 m)                                            |
| 全幅     | 36.7 ft (11.2 m)                                              |
| 吃水     | 10 ft (3.0 m)                                                 |
| 機関     | ギアード・タービン、ボイラー2基、2軸推進、48000 shp (35.8 MW) |
| 最大速   | 36ノット(66.7 km/h)                                           |
| 乗員     | 221名                                                         |
| 兵装     |                                                               |

リージョン (HMS Legion, G74) はイギリス海軍の駆逐艦。L級。

## 艦歴
1938年3月31日発注。1938年11月1日起工。1939年11月26日進水。1940年12月19日竣工。試験中多くの欠陥が明らかとなり、1941年1月まで修理に費やされた。
修理完了後、「リージョン」はグリーノックでウエスタンアプローチ管区に配属され第11護衛グループ (11th Escort Group) に加わり、船団護衛などに従事した。2月、「リージョン」はノースウェスタンアプローチを通過する軍用船団を護衛。3月1日、「リージョン」はロフォーテン諸島に対するコマンド部隊による襲撃（クレイモア作戦）の支援で出撃。それらの任務を無事完了した後、「リージョン」は第14護衛グループ (14th Escort Group) に加わった。4月13日、「リージョン」と駆逐艦「ピオルン」は、アイスランド南方沖でドイツ潜水艦「U108」に撃沈された仮装巡洋艦「ラージプタナ」の生存者177名を救助した。4月の残りの期間は船団護衛で費やされた。
5月、「リージョン」はドイツ戦艦「ビスマルク」捜索に当たる本国艦隊の主力艦を護衛した。だが、給油のためアイスランドへ向かったため「ビスマルク」沈没に場には立ち会わなかった。このあと、「リージョン」はまた船団護衛任務に戻った。
6月22日、「リージョン」と同型艦の「ランス」は、マルタへの航空機輸送作戦に参加する空母「フューリアス」をジブラルタルまで護衛した。6月26日、ジブラルタルからマルタへの航空機輸送作戦で空母「アーク・ロイヤル」や巡洋戦艦「レナウン」、軽巡洋艦「ハーマイオニー」の護衛を務める。7月、「リージョン」はグリーノックに戻りウェスタンアプローチでの船団護衛任務を再開した。8月27日、「リージョン」はOG71船団の護衛部隊への増援として派遣された。イギリスへ向かう途中であった船団はドイツ潜水艦「U559」、「U201」、「U564」の攻撃を受けていたが、護衛部隊は襲撃者を追い払うことに成功し、船団は8月25日にリヴァプールに到着した。
9月になるとジブラルタルへ移動し、マルタへの航空機輸送に従事する艦艇の護衛を務めた。9月24日、リージョンはハルバード作戦で船団の護衛を行った。作戦を終えジブラルタルへの帰投途中で「リージョン」と駆逐艦「グルカ」はイタリア潜水艦「アデュア (Adua)」を沈めた。10月もマルタへの船団の護衛を行った。10月23日、「リージョン」などがHG75船団護衛中に護衛の駆逐艦の1隻「コサック」がドイツ潜水艦の雷撃を受け損傷した。「リージョン」などが救援に向かったが、その際「リージョン」は自由フランスのスループ「Commandant Duboc」を潜水艦と誤認して攻撃した。だが、幸いにも「Commandant Duboc」に被害は無かった。
11月、「リージョン」は第4駆逐艦戦隊に配属されマルタへの船団を護衛した。11月13日に「リージョン」はドイツ潜水艦「U205」の攻撃を受け、反撃を行ったが不成功に終わった。一方で空母「アーク・ロイヤル」が被雷し、「リージョン」と駆逐艦「ライトニング」がその乗員1560人を救助した。「アーク・ロイヤル」が沈没すると、11月24日に「リージョン」はジブラルタルに戻った。
1941年12月11日、「リージョン」は地中海艦隊に加わるため駆逐艦「シーク」、「マオリ」、「イサーク・スウェールズ」とともにジブラルタルを出港した。この4隻は12月13日に、北アフリカへの物資輸送中であったイタリア軽巡洋艦「アルベルコ・ダ・バルビアーノ」と「アルベルト・ディ・ジュッサーノ」を攻撃し撃沈した（ボン岬沖海戦）。この海戦で「リージョン」は「アルベルコ・ダ・バルビアーノ」と「アルベルト・ディ・ジュッサーノ」に1本ずつ魚雷を命中させた。海戦後、4隻の駆逐艦はマルタへ向かった。
ボン岬海戦後、「リージョン」はK部隊とともに地中海中央部で枢軸国船団の攻撃にあたり、第1次シルテ湾海戦に発展することになる12月17日の戦闘では空襲を受けた。12月19日には「リージョン」はC部隊とともにアレクサンドリアへ移った。それらがアレクサンドリアに入港する為防潜網が開けられた際にイタリアの人間魚雷が港内に侵入し、戦艦「ヴァリアント」と「クイーン・エリザベス」を撃破した（アレクサンドリア港攻撃）。12月28日、「リージョン」と駆逐艦「キプリング」はメルサ・マトルーフ (Mersa Matruh) 沖でドイツ潜水艦「U75」を沈めた。
「リージョン」は1942年1月中も船団護衛を続け、1月17日にはバルディア北方でドイツ潜水艦「U133」の攻撃を受けた。「リージョン」は攻撃を回避したが、駆逐艦「グルカ」が沈没した。1月27日から2月中旬までマルタでアスディックの修理を受け、それから第22駆逐艦戦隊に転属となった。引き続き船団護衛に従事し、第2次シルテ湾海戦にも参加した。
3月23日、「リージョン」は駆逐艦「エリッジ」と合流し「クラン・キャンベル (Clan Campbell)」を護衛した。この作戦中に空襲を受けて「リージョン」は至近弾により損傷したが、マルタにたどり着きそこに座礁した。3月25日にドックへ曳航されたが、修理中に爆撃を受け沈没した。